# Distretto di Mongar
Mongar è uno dei 20 distretti (dzongkhag) che costituiscono il Bhutan. Il distretto appartiene al dzongdey orientale.

## Geografia
Al confine con il distretto di Bumthang è situato il Thrumshing La, il secondo valico più alto del Paese che attraversa l'impervia catena montuosa del Donga.

## Municipalità
Il distretto consta di diciassette gewog (raggruppamenti di villaggi):
- gewog di Balam
- gewog di Chaskhar
- gewog di Chhali
- gewog di Drametse
- gewog di Drepung
- gewog di Gongdue
- gewog di Jurmey
- gewog di Kengkhar
- gewog di Mongar
- gewog di Narang
- gewog di Ngatshang
- gewog di Saleng
- gewog di Sherimung
- gewog di Silambi
- gewog di Thangrong
- gewog di Tsakaling
- gewog di Tsamang